# Kachnal Gosain
Kachnal Gosain è una suddivisione dell'India, classificata come census town, di 4.199 abitanti, situata nel distretto di Udham Singh Nagar, nello stato federato dell'Uttarakhand. In base al numero di abitanti la città rientra nella classe VI (meno di 5.000 persone).

## Geografia fisica
La città è situata a 29° 10' 03 N e 78° 59' 27 E.

## Società

### Evoluzione demografica
Al censimento del 2001 la popolazione di Kachnal Gosain assommava a 4.199 persone, delle quali 2.393 maschi e 1.806 femmine. I bambini di età inferiore o uguale ai sei anni assommavano a 582, dei quali 312 maschi e 270 femmine. Infine, coloro che erano in grado di saper almeno leggere e scrivere erano 3.026, dei quali 1.896 maschi e 1.130 femmine.